# Zaglossus bartoni
Zaglossus bartoni — вид ссавців з роду проєхидна родини єхиднових. Названий на честь капітана Френсіса Рікмана Бартона (1865–1947, англ. Francis Rickman Barton) — колоніального адміністратора Нової Гвінеї, чиїми інтересами були ботаніка, антропологія й фотографія.

## Морфологічна характеристика
Z. bartoni — найбільші з живих однопрохідних. Усі види Zaglossus — великі малорухливі ссавці підліску, що досягають до 75 см в довжину і вагою від 5 до 10 кг. Z. bartoni має довге щільне чорне або темно-коричневе хутро і білі шипи, які покривають всю спинну поверхню їхнього тіла. Шипи іноді можуть бути приховані за довгим хутром. Середня довжина дзьоба 12.3 см (у самиць він значно довший, ніж у самців). Зуби відсутні, але є рогова пластина на задній частині рота, яка допомагає подрібнювати їжу. І самці й самиці мають клоаку: єдиний отвір для виведення калу, сечі та яєць (у самиць). Z. bartoni залежать від руху та тремтіння як джерела тепла тіла. Z. bartoni мають по п'ять кігтів на кожній передній частині стопи.

## Середовище проживання
Вид проживає тільки на острові Нова Гвінея (Індонезія, Папуа-Нова Гвінея). Поширений у центральних горах Нової Гвінеї, а також у горах Фоджа та в горах півострова Гуон; висотний діапазон від 0 до 4150 метрів.
Він використовує такі середовища проживання як низинні горбисті ліси, нижні та верхньогірські ліси, а також субальпійські ліси, луки та чагарники. Зафіксований у вторинних місцях проживання. Ймовірно, вид відсутній у будь-якому середовищі проживання, яке піддається сезонному затопленню або заболоченню.

## Поведінка
Ведуть нічний, наземний, солітарний спосіб життя. Основною їжею Z. bartoni є дощові черв'яки, здобуті шляхом промацування м'якого ґрунту довгим дзьобом і з допомогою міцних кігтів. Тварини можуть копати на глибину до 40 см у пошуках черв'яків, залишаючи впізнавану яму, на якій видно відбиток мордочки та дзьоба. День Z. bartoni проводять у норах довжиною до 2.7 метра. Тварини також іноді ховаються під камінням. Молодь може лаштувати лігва в густій рослинності або порожнистих колодах.

## Загрози й охорона
Усі види Zaglossus дуже сприйнятливі до хижацтва людини з використанням навчених мисливських собак. Місцеві мисливці повідомляють, що м'ясо Z. bartoni дуже цінується. Деградація та перетворення середовища проживання можуть бути значними. Лісові лісові пожежі на більших висотах під час тривалих посух загрожують верхньогірським лісам і ця загроза може посилюватися, якщо зміна клімату спричинить збільшення частоти або тяжкості пожеж.
Цей вид занесений до Додатку II CITES. Він був зафіксований у деяких заповідних територіях.